# 西韋爾斯科耶湖

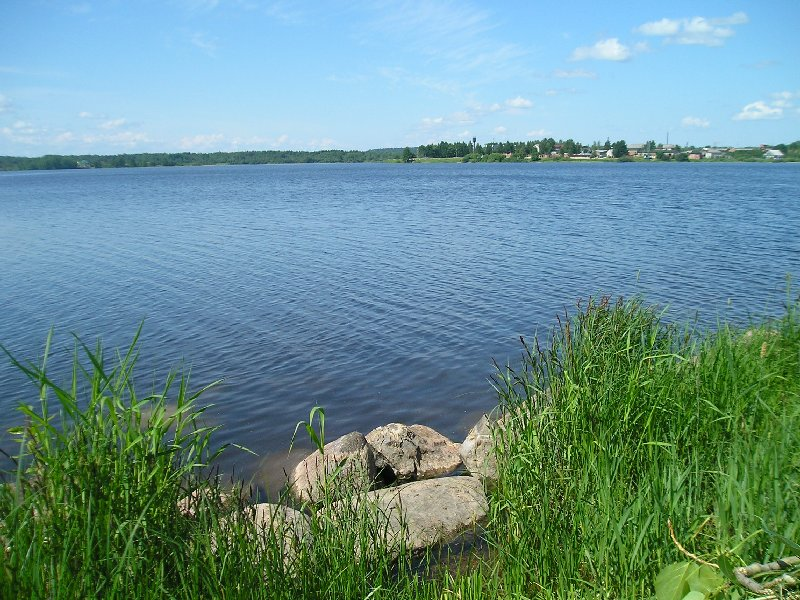

59°50′29″N 38°21′38″E / 59.8414°N 38.3606°E
西韋爾斯科耶湖（俄语：Сиверское озеро），是俄羅斯的湖泊，位於該國西北部，由沃洛格達州負責管轄，長6.6公里、寬3公里，面積7.44平方公里，該湖泊最大水深26米。